# Kreßberg

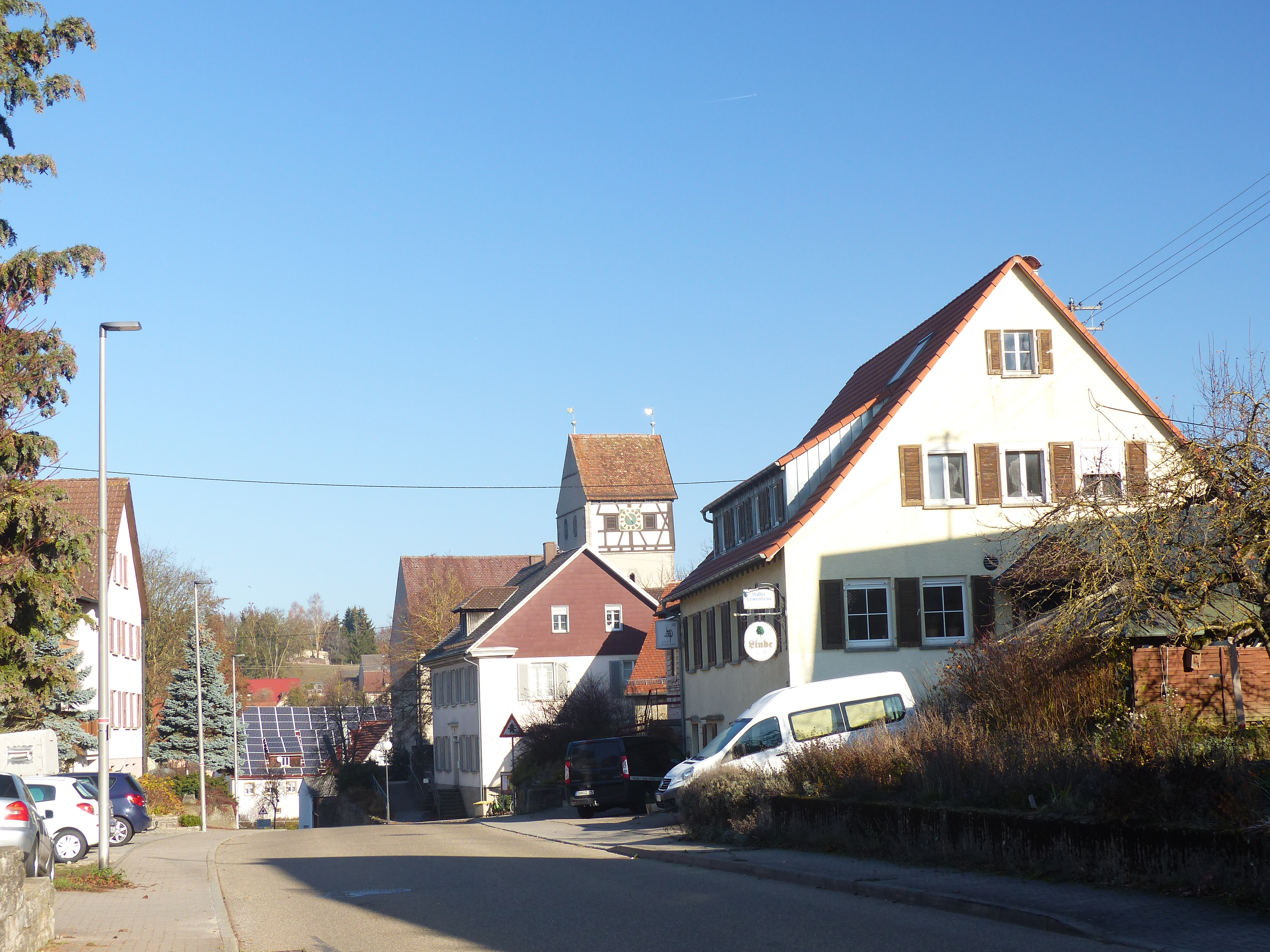
Ortsdurchfahrt von Waldtann, dem Sitz der Gemeindeverwaltung von Kreßberg

Kreßberg ist eine Gemeinde im Landkreis Schwäbisch Hall im fränkisch geprägten Nordosten Baden-Württembergs.

## Geographie

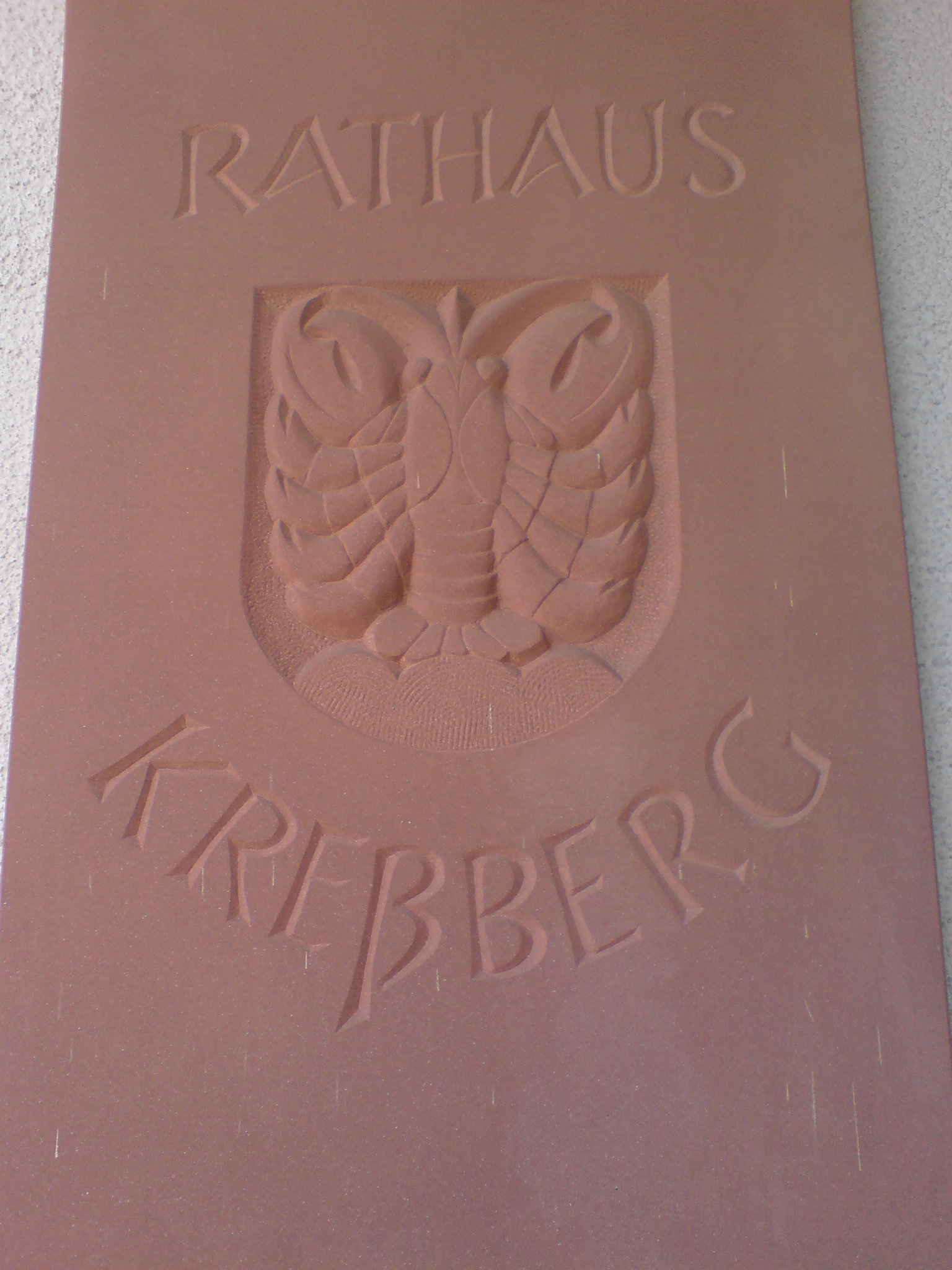
Sandstein mit Gemeindewappen am Eingang des Rathauses in Waldtann

### Geographische Lage
Kreßberg liegt im Osten des Landkreises Schwäbisch Hall an der Landesgrenze zwischen Baden-Württemberg und Bayern. Die Gemeinde hat Anteil an den Naturräumen Schwäbisch-Fränkische Waldberge, Mittelfränkisches Becken sowie Frankenhöhe. Es ist die einzige Gemeinde des Kreises, deren Gebiet größtenteils jenseits der Europäischen Hauptwasserscheide zwischen Nordsee und Schwarzem Meer liegt und vorwiegend über die Zwergwörnitz und die Wörnitz zur Donau entwässert.

### Gemeindegliederung
Kreßberg ist eine der Gemeinden, in der keine Ortschaft gleichen Namens liegt. Die Gemeinde Kreßberg besteht aus 33 Dörfern, Weilern, Höfen und Häusern.
- Asbach
- Bergbronn
- Bergertshofen
- Bräunersberg
- Gaisbühl
- Halden
- Haselhof
- Hohenberg
- Hohenkreßberg (vor 1973 Kreßberg)
- Leukershausen
- Mariäkappel
- Marktlustenau
- Mistlau
- Neuhaus
- Oberstelzhausen
- Riegelbach
- Rotmühle
- Rötsweiler
- Rudolfsberg
- Ruppersbach
- Schönbronn
- Schönmühle
- Schwarzenhorb
- Selgenstadt
- Sixenhof
- Stegenhof
- Tempelhof
- Unterstelzhausen
- Vehlenberg
- Vötschenhof
- Waidmannsberg
- Waldtann
- Wüstenau

In der Gemeinde Kreßberg liegen zudem die abgegangenen Ortschaften (Burg) Eichelberg, Hungertal, Runzenberg, Cleonrode, Däschen, Bartsweiler, Hertenberg, Heubach, Klingenbach, Köllhäusle, Rampoldshausen und Ruppas.

### Flächenaufteilung
Nach Daten des Statistischen Landesamtes, Stand 2014.

### Nachbargemeinden
Nachbarstädte und -gemeinden Kreßbergs sind (im Uhrzeigersinn, beginnend im Süden): Fichtenau, Crailsheim, Satteldorf (alle drei Landkreis Schwäbisch Hall), Schnelldorf, Feuchtwangen und Dinkelsbühl (alle drei Landkreis Ansbach, Bayern). Im Südwesten grenzt außerdem die zu Stimpfach (Landkreis Schwäbisch Hall) gehörende kleine Exklave Sixenmühle an Kreßberg.

## Geschichte

### Mittelalter
Die ersten Siedlungen im Bereich des heutigen Kreßbergs entstanden zwischen dem 7. und dem 9. Jahrhundert.
Die zwischen 1252 und 1378 fassbaren Herren von Kreßberg, bzw. auch Krebsberg, waren vermutlich zunächst Ministeriale der Edlen von Lohr und später der Grafen von Oettingen. Die Herren von Kreßberg besaßen die Burg Hohenkressberg oberhalb von Marktlustenau, deren Herrschaft sich auch auf die Wälderdörfer Asbach, Halden, Stelzhausen und Tempelhof erstreckte. Ab dem 14. Jahrhundert wechselte die Herrschaft häufig den Besitzer. Seit 1446 lassen sich die Herren von Seckendorff als Herren von Kreßberg belegen. 1502 erwarben sie auch die Blutgerichtsbarkeit. Die Grundherrschaft in den Ortschaften gestaltete sich sehr differenziert. Neben der Herrschaft Kreßberg gab es zahlreiche andere Herren, darunter zum Beispiel Bürger der Reichsstadt Dinkelsbühl, aber auch geistliche Herren verschiedener Spitäler und Klöster.

### Neuzeit
Seit 1545 besaßen die Herren von Knöringen die Herrschaft Kreßberg. Im Laufe der Neuzeit setzte die Markgrafschaft Brandenburg-Ansbach vor Ort das Recht zur Landesherrschaft gegenüber den ursprünglichen diesbezüglichen Rechten der Grafen von Oettingen durch. Am Ende des Dreißigjährigen Krieges war die alte Burg Hohenkressberg abgebrannt und wurde durch das neu errichtete Schloss in dem Weiler Tempelhof ersetzt. 1796 fiel die Herrschaft an das Königreich Preußen und 1806 das gesamte Gebiet an das Königreich Bayern. 1810 wurden die Dörfer auf Grund des Bayerisch-Württembergischen Grenzvertrags an das Königreich Württemberg abgetreten. Dieses unterstellte die neu erworbenen Ortschaften dem Oberamt Crailsheim.
Bei der Kreisreform während der NS-Zeit in Württemberg gelangten die Vorgängergemeinden von Kreßberg 1938 zum Landkreis Crailsheim. Nach dem Zweiten Weltkrieg fiel das Gebiet der Amerikanischen Besatzungszone zu und gehörte somit zum neu gegründeten Land Württemberg-Baden, das 1952 im jetzigen Bundesland Baden-Württemberg aufging.
Die Gemeinde Kreßberg in der heutigen Ausdehnung entstand anlässlich der Gemeindereform am 1. Januar 1973 aus den vorher selbstständigen Gemeinden Waldtann, Marktlustenau, Mariäkappel und Leukershausen. Durch die Kreisreform von 1973 war die neue Gemeinde noch am Gründungstag ein Bestandteil des Landkreises Schwäbisch Hall.

### Ökosiedlung Tempelhof
Im 17. Jahrhundert war im Gehöft Tempelhof der erwähnte neue Adelssitz der Herrschaft Kreßberg entstanden, in dessen Zentrum ein Lustschloss stand. Ab 1843 wurde es als kirchliche Kinderrettungs- und Erziehungsanstalt genutzt. Von 1845 bis 1922 befand sich außerdem auch eine Lehrerbildungsanstalt im Schloss Tempelhof. In den 1920er Jahren wurde das Schloss zudem von der Inneren Mission genutzt und ab 1922 fanden auch schwer erziehbare Fürsorgezöglinge Aufnahme im Schloss. Das Kinder- und Erziehungsheim des Diakonischen Werks der Evangelischen Landeskirche in Württemberg wurde 1981 aufgelöst. Zwischen 1983 und 2006 diente das Schloss als Behinderteneinrichtung. 2010 wurde es nach mehrjährigem Leerstand von einer Interessengemeinschaft erworben, die ein ökologisches Dorf auf dem Gelände aufbaute, die Gemeinschaft Schloss Tempelhof.

### Religion
Vor der Reformation gehörte das Gebiet in den Zuständigkeitsbereich des Bistums Würzburg. In Leukershausen lässt sich erstmals 1285 die Pfarrei St. Johannes Baptist nachweisen. Nach Einführung der Reformation in Dinkelsbühl 1534 wurde Leukershausen evangelisch. Die Pfarrei wurde 1939 mit der in Mariäkappel vereinigt. Die im 15. Jahrhundert in Mariäkappel entstandene Pfarrei zu Unserer Lieben Frau wurde mit der Reformation zu Beginn des 16. Jahrhunderts ebenfalls evangelisch. Auch die im 15. Jahrhundert nachweisbare Pfarrei St. Ägidius in Waldtann wurde 1525 von den Herren von Seckendorff der Reformation unterworfen und ist dadurch seither evangelisch.
Auch in der Pfarrei St. Georg in Marktlustenau führten die Herren von Seckendorff 1530 die Reformation durch, aber im 17. Jahrhundert versuchten die katholisch gewordenen Herren von Knöringen die Rekatholisierung der Herrschaft Kreßberg. Dies stieß auf den Widerstand der örtlichen Bevölkerung und des Landesherrn, des evangelischen Markgrafen von Brandenburg-Ansbach. Der Konfessionsstreit führte nach dem Dreißigjährigen Krieg dazu, dass in Marktlustenau etwa ein Drittel der Bevölkerung katholisch und etwa zwei Drittel evangelisch war. Deshalb waren in Marktlustenau alle wichtigen Institutionen doppelt vorhanden, zum einen evangelisch und zum anderen katholisch. Es gab einen paritätisch besetzten Gemeinderat, zwei Bürgermeister, zwei Schulen und sogar ein evangelisches und ein katholisches Wirtshaus. Die Georgskirche wurde zu einer Simultankirche für beide Konfessionen. Erst 1896 errichtete die katholische Kirche ein eigenes Kirchengebäude zum heiligen Georg.
Die heutigen evangelischen Kirchengemeinden Leukershausen und Mariäkappel sowie Marktlustenau-Waldtann gehören zum Kirchenbezirk Crailsheim-Blaufelden der Württembergischen Landeskirche.
Die Katholiken in Kreßberg werden von der Kirchengemeinde St. Georg in Marktlustenau betreut, die zur Seelsorgeeinheit Wäldergemeinden des Dekanats Schwäbisch Hall der Diözese Rottenburg-Stuttgart zählt.

## Politik

### Gemeinderat
Der Gemeinderat in Kreßberg hat 14 Mitglieder. Er besteht aus den gewählten ehrenamtlichen Gemeinderäten und dem Bürgermeister als Vorsitzendem. Der Bürgermeister ist im Gemeinderat stimmberechtigt.
Die Kommunalwahl am 9. Juni 2024 führte zu folgendem Endergebnis. Die Wahlbeteiligung betrug 60,41 Prozent.
| Liste                              | Stimmenanteil | Sitze |
| Offene Liste                       | 59,09 %       | 8     |
| Allgemeine Wählervereinigung (AWV) | 43,91 %       | 6     |

### Bürgermeisterin
Annemarie Mürter-Mayer wurde am 31. Januar 2021 im ersten Wahlgang als Nachfolgerin von Robert Fischer gewählt. Sie trat ihr Amt am 1. April 2021 an.

### Wappen
Beschreibung: In Gold über einen grünen Dreiberg ein roter Krebs.

## Wirtschaft und Infrastruktur

### Verkehr
Durch eine Alltagsroute aus dem Radnetz Baden-Württemberg ist der Ortsteil Marktlustenau mit Crailsheim und Richtung Feuchtwangen verbunden.

### Wirtschaft
Die Firma KE Elektronik, ein Zulieferer auf den Märkten Automotive und Luftfahrt mit weltweit rund 3000 Mitarbeitern, hat ihren Hauptsitz in Kreßberg-Marktlustenau.

## Sehenswürdigkeiten
- Wallfahrtskapelle Hohenkreßberg mit Burgruine, Burg Hohenkressberg
- Kapelle St. Nikolaus in Bergertshofen
- Marienkirche Mariäkappel Altar

Über die Naturdenkmale in der Gemeinde wird eine separate Liste geführt.
Für die unter Denkmalschutz stehenden Objekte in der Gemeinde, siehe die Liste der Kulturdenkmale in Kreßberg.

## Persönlichkeiten

### Söhne und Töchter der Gemeinde
- Johann Georg Vetter (1681–1745), geboren in Leukershausen, markgräflich-ansbachischer Kartograf und Ingenieurhauptmann
- Franz Paradeis (1871–1941), geboren in Mariäkappel, württembergischer Oberamtmann
- Gustav Hoffmann (1875–1952), geboren in Leukershausen, Pfarrer und Historiker
- Theodor Anton Abele (1879–1965), Theologe und Pädagoge
- Heinrich Baumann (1883–1945), NS-Opfer
- Ludwig (Karl) Fischer (1902–1950), Missionsbenediktiner, Märtyrer von Tokwon[14]